# Robert Schiff (Chemiker)
Robert Schiff (geb. 25. Juli 1854 in Frankfurt am Main; gest. 17. Januar 1940 in Montignoso, Italien) war ein deutsch-italienischer Chemiker.
Er war der Sohn von Moritz Schiff und Claudia Trier. Er studierte an der Universität Heidelberg und der Universität Zürich, wo er 1876 promoviert wurde. Anschließend ging er an die Universität La Sapienza in Rom als Assistent von Stanislao Cannizzaro. 1879 wurde er auf den Lehrstuhl für Chemie an der Universität Modena berufen. 1892 wechselte er nach Pisa.
Er forschte zur Kondensation von Aldehyden und zu Heterocyclen. Des Weiteren führte er Untersuchungen zu Schiffschen Basen durch, die sein Onkel Hugo Schiff entdeckt hatte.
Seine Veröffentlichungen erschienen u. a. in der Gazzetta Chimica Italiana, in den Chemischen Berichten, in Justus Liebigs Annalen der Chemie und in der Zeitschrift für Physikalische Chemie.
Robert Schiff verstarb am 17. Januar 1940 in der Familienvilla seiner Frau Matilde Giorgini in Montignoso in den Apuanischen Alpen. Letztere hatte er 1880 in Montignoso geheiratet. Seine Schwiegermutter Vittoria war die Tochter von Alessandro Manzoni. Aus der Ehe mit Matilde Giorgini gingen die Söhne Ruggero, Alessandro und Giorgio Schiff Giorgini hervor. Letzterer heiratete 1946 die Schauspielerin und spätere Ägyptologin Michela Belmonte. Nach anderen Quellen starb er in Massa.